# 拉拉馬爾卡區
拉拉馬爾卡區（西班牙語：Distrito de Laramarca），是秘魯的一個區，位於該國中南部萬卡韋利卡大區的瓦伊塔拉省，始建於1942年1月22日，面積205.05平方公里，海拔高度3,325米，2005年人口1,845，人口密度每平方公里9.0人。